# Daughters Who Pay
Daughters Who Pay er en amerikansk stumfilm fra 1925 instrueret af George Terwilliger.

## Medvirkende
- Marguerite De La Motte som Sonia Borisoff / Margaret Smith
- John Bowers som Dick Foster
- J. Barney Sherry som Henry Foster
- Bela Lugosi som Serge Romonsky
- Marie Schaefer som Mary
- Joseph Striker som Larry Smith